# Castiglia e León
La Castiglia e León (in spagnolo Castilla y León; in leonese Castiella y Llión) è una comunità autonoma della Spagna istituita il 2 marzo 1983.
Si compone dell'unione di due antichi reami: il Regno di Castiglia (Vecchia Castiglia) e il Regno di León.
In Castilla e León si trova più del 60% di tutto il patrimonio architettonico, artistico e culturale presente in Spagna, vale a dire otto beni culturali del patrimonio dell'umanità (la quota più alta tutelata dall'UNESCO), quasi 1 800 beni di interesse culturale riconosciuti (centododici storici), quattrocento musei, più di cinquecento castelli (sedici dei quali considerati di alto valore storico), dodici cattedrali, una concattedrale e la maggior concentrazione di stile romanico nel mondo.
È la più grande comunità autonoma in Spagna e la terza regione dell'Unione europea per superficie; copre una superficie di 94 223 km² e conta una popolazione ufficiale di circa 2,5 milioni di abitanti nel 2011.
Benché non esista formalmente un capoluogo il centro più importante della comunità, per ruolo politico, amministrativo e culturale, è Valladolid, che ospita le sedi di numerose istituzioni agendo da capoluogo de facto; altri centri importanti sono Burgos, capoluogo giudiziario della comunità, e Palencia, sede della locale Corte dei Conti.

## Organizzazione del territorio
La Castiglia e León confina a nord con le Asturie e la Cantabria; a est con i Paesi Baschi, La Rioja e l'Aragona; a sud con la Castiglia-La Mancia, la comunità di Madrid e l'Estremadura; a ovest con la Galizia e il Portogallo (regioni Centro e Nord).
Dal 1991 viene riconosciuta la regione di El Bierzo per le caratteristiche geografiche, sociali, storiche ed economiche.

### Province
La comunità è formata dalle province di:
- Ávila;
- Burgos;
- León;
- Palencia;
- Salamanca;
- Segovia;
- Soria;
- Valladolid;
- Zamora.

### Istituzioni regionali

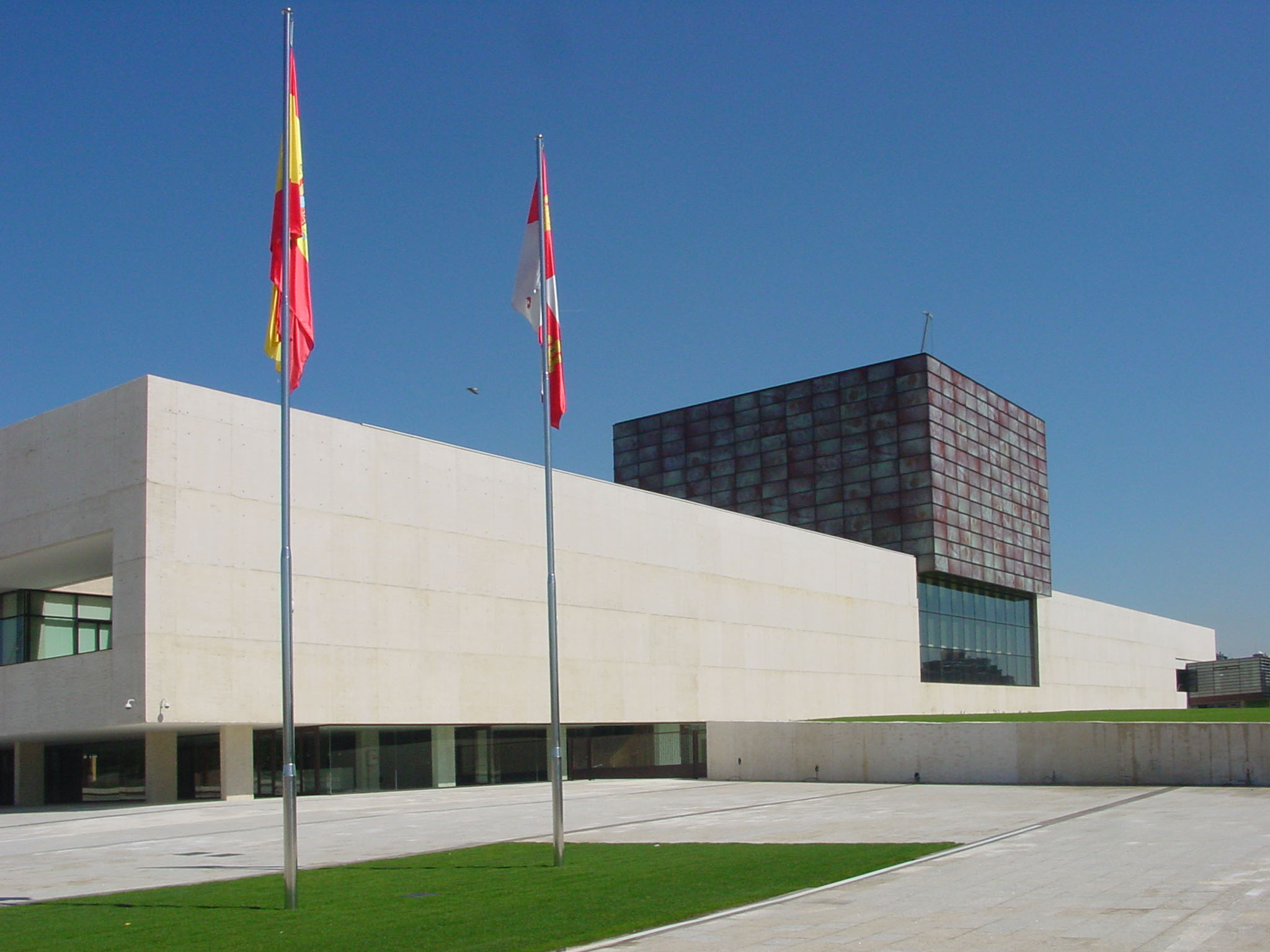
Sede del Parlamento di Castiglia e León

Lo statuto di autonomia non stabilisce espressamente un capoluogo.
Inizialmente il parlamento regionale si stabilì provvisoriamente a Burgos, mentre si discuteva la possibilità che il capoluogo fosse Tordesillas: alla fine il parlamento venne stabilito temporalmente nel castello di Fuensaldaña.
Nel 1987 si decise infine di stabilire che la Junta de Castilla y León (il consiglio regionale), il presidente e il parlamento regionale (l'organo legislativo) si stabilissero a Valladolid, mentre il tribunale regionale avrebbe avuto sede a Burgos.
Questo permette di considerare capoluogo de facto Valladolid, in termini politici e legislativi, e Burgos, in termini giudiziari.
Le principali istituzioni regionali sono:
- Giunta di Castiglia e León, con sede a Valladolid, è l'organo esecutivo regionale, formato dal Presidente della Junta, i vicepresidenti e i consiglieri
- Corti di Castiglia e León, l'organo legislativo con sede a Valladolid
- Tribunale Superiore di Giustizia di Castiglia e León, con sede a Burgos
- Consiglio Consultivo di Castiglia e León, con sede a Zamora
- Corte dei Conti di Castiglia e León, con sede a Palencia
- Procuratore del Común, con sede a León
- Consiglio Economico e Sociale di Castiglia e León, con sede a Valladolid

## Patrimonio linguistico
Attraverso la regione passa gran parte del Cammino della Lingua Castigliana, indice dell'importanza della regione nella nascita e nel successivo sviluppo del castigliano. Nel monastero di Santo Domingo de Silos si conservano il Codice di Silos (1109) e le glosse silensi (fine dell'XI secolo). Anche il Codice di Cardeña si trova in Castiglia. Lo stesso Statuto di Autonomia della comunità autonoma menziona i Cartolari di Valpuesta come una delle culle del castigliano. L'Istituto Castigliano e Leonese della Lingua si incarica di realizzare diversi lavori scientifici al riguardo.
Oltre al castigliano, lingua dominante, in Castiglia e León si parlano altre tre lingue o varietà linguistiche regionali. Due di esse sono esplicitamente riconosciute nello statuto di autonomia: il leonese e il galiziano, utilizzato nelle comarche di El Bierzo e Sanabria, limitrofe alla Galizia. Inoltre, nella zona di El Rebollar (in provincia di Salamanca), si parla una versione di estremegno conosciuta come Habla de El Rebollar o palra. A Merindad de Sotoscueva (provincia di Burgos) si parla un castigliano con influenze dialettali di asturiano-leonese.

## Geografia fisica
Il territorio della comunità autonoma occupa la parte settentrionale della meseta della penisola iberica e coincide con la parte spagnola del bacino del Duero. È composta da nove province: Ávila, Burgos, León, Palencia, Salamanca, Segovia, Soria, Valladolid e Zamora. È la comunità autonoma più estesa della Spagna e la terza dell'Unione europea.
(Estatuto de Autonomía de Castilla y León)
Lo Statuto di Autonomia di Castiglia e León definisce una serie di valori essenziali e simboli degli abitanti della regione, come il patrimonio linguistico (alludendo alla lingua castigliana e al resto delle lingue parlate nella comunità: il leonese e il galiziano) o il suo patrimonio storico, artistico e naturale. Tra i simboli si trovano il blasone, la bandiera, l'insegna e l'inno, mentre la festa regionale viene fissata il 23 aprile, in ricordo della sconfitta subita dagli eserciti delle Comunità di Villa e Tierra castigliane nella battaglia di Villalar durante i Comuneros, nel 1521.
Uno dei vanti regionali è che in Castiglia e León si trova oltre il 60% di tutto il patrimonio (architettonico, artistico etc.) esistente in Spagna. Si tratta di: 8 beni Patrimonio dell'Umanità, 112 insiemi storici, 400 musei e 300 castelli, dei quali 16 considerati di alto valore storico, 11 cattedrali e la più grande concentrazione di arte romanica del mondo.
Secondo i dati dell'Istituto nazionale di statistica spagnolo del 2007, il suo Indice di sviluppo umano (0.965), è il 4º più alto in Spagna e si trova davanti a Paesi come Paesi Bassi, Svezia e Francia.

### Rilievi
La morfologia della Castiglia e León è formata in gran parte, dalla Meseta e da una cintura di rilievi montuosi. La Meseta è un altopiano la cui altitudine media vicina agli 800 m, coperta da sedimenti argillosi depositati che hanno dato luogo a un paesaggio secco e arido.
Seguendo la morfologia della zona a nord si osservano le montagne di Palencia e León con cime alte e slanciate e le montagne di provincia di Burgos, divise a metà dalla gola di Pancorbo, storica via di comunicazione tra i Paesi Baschi e la Castiglia. La parte nord di questi rilievi appartiene alla Cordigliera Cantabrica e arriva fino alla città di Burgos. La zona sud-est appartiene invece al Sistema Iberico. Nella parte nord-ovest si trovano i rilievi montagnosi di Zamora, con cime addolcite dall'erosione. A est, tra le montagne soriane, si può apprezzare il Sistema Iberico, presieduto dal Moncayo, la cima più alta. Separando la Meseta settentrionale da quella meridionale, a sud, si alza il Sistema Centrale con la Sierra de Gata e la Sierra de Gredos a ovest e la Sierra de Guadarrama e la Sierra de Ayllón a est.

### Evoluzione geologica
La Meseta settentrionale è costituita da zoccoli paleozoici. All'inizio dell'Era Secondaria, una volta terminato l'orogenesi ercinica che elevò l'attuale Centroeuropa e la zona galiziana della Spagna, i materiali depositati furono trascinati dall'azione erosiva dei fiumi.
Durante l'orogenesi alpina i materiali che formavano la meseta si ruppero in vari punti. Da questa frattura si originarono i monti di León, con rilievi di modesta altitudine e la spina dorsale della Meseta: la Cordigliera Cantabrica e il Sistema Centrale, formato da materiali come il granito o l'ardesia metamorfica.
Questa configurazione geologica ha permesso affioramenti di acque mineral-medicinal e/o termali, utilizzati ora come nel passato, in Almeida de Sayago, Boñar, Calabor, Caldas de Luna, Castromonte, Cucho, Gejuelo del Barro, Morales de Campos, Valdelateja e Villarijo, tra gli altri.

### Fiumi
Il Duero
Il principale bacino idrografico di Castiglia e León è costituito dal fiume Duero e dai suoi affluenti.
Dalla sua sorgente nei Picos de Urbión, in provincia di Soria, fino alla sua foce di Porto, il Duero percorre 897 km. Dal nord discendono il Pisuerga, il Valderaduey e l'Esla, i suoi affluenti di maggiore portata e dall'est, con meno acqua, spiccano l'Adaja e il Duratón. Oltrepassata la città di Zamora, il Duero si infila tra le montagne degli Arribes, formando in confine con il Portogallo. Dalla riva sinistra giungono importanti affluenti come il Tormes, l'Huebra, l'Águeda, il Côa e il Paiva, tutti provenienti dal Sistema Centrale. Dalla riva destra si uniscono il Sabor, il Tua e il Támega, nati nel massiccio Galiziano. Superati gli Arribes, il Duero svolta verso ovest, addentrandosi in Portogallo fino a sfociare nell'Oceano Atlantico.
Oltre al bacino del Duero troviamo quello dell'Ebro tra Palencia, Burgos e Soria (fiume Jalón), quello del Miño in provincia di León, del Tajo in provincia di Salamanca (fiume Alagón) e quello Cantabrico nelle provincie attraversate dall'omonima Cordigliera.

#### Fiumi e capoluoghi di provincia attraversati

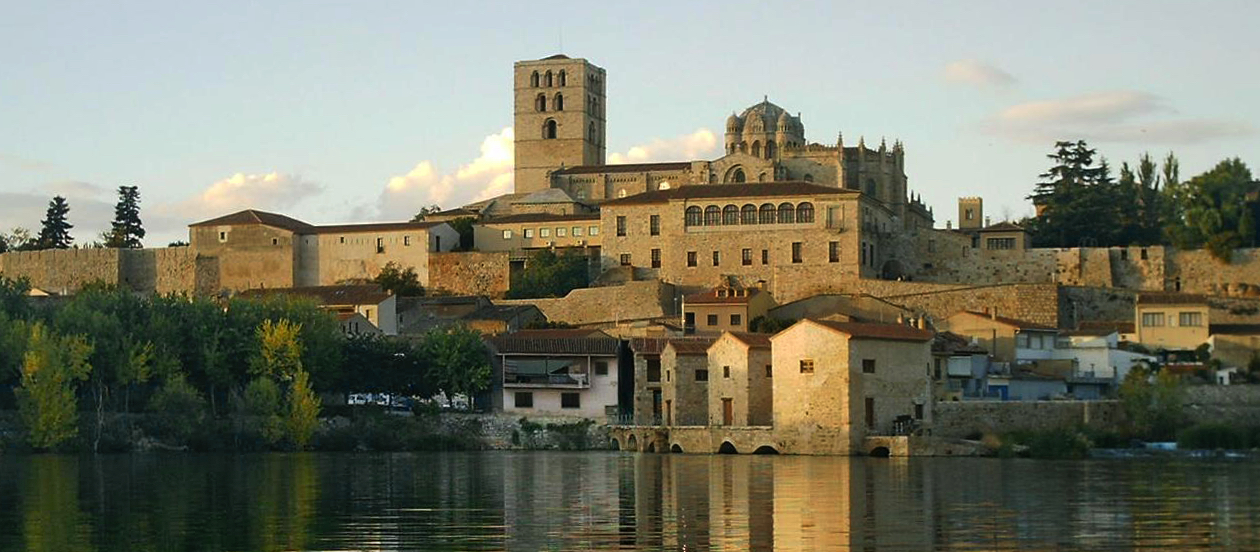
Il Duero passando attraverso Zamora

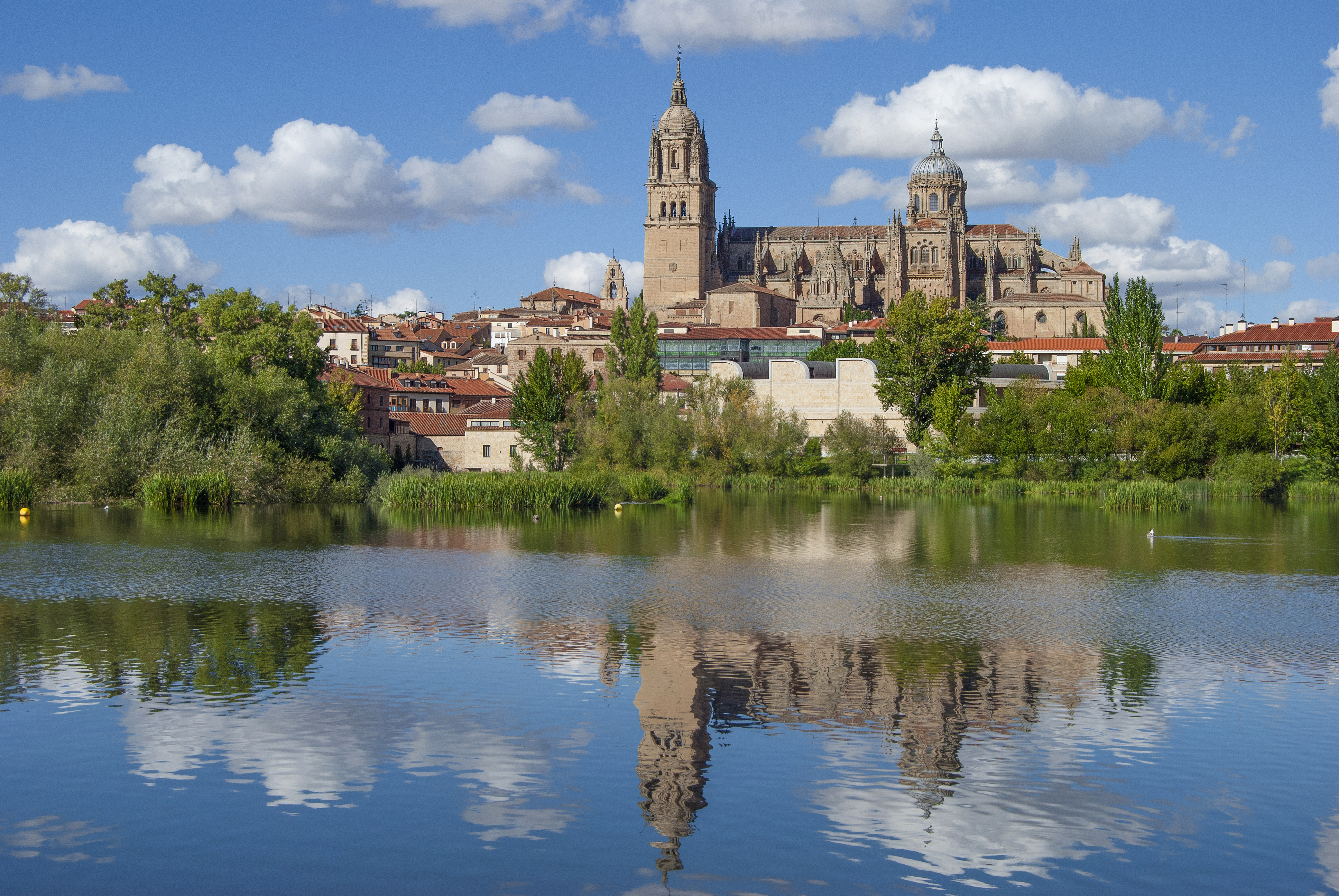
Il Tormes passando attraverso Salamanca

| Capoluogo attraversato | Fiume    | Foce                          | Altre località attraversate                                                                   |
| ---------------------- | -------- | ----------------------------- | --------------------------------------------------------------------------------------------- |
| Avila                  | Adaja    | Duero presso Villamarciel     | Tordesillas e Arévalo                                                                         |
| Burgos                 | Arlanzón | Arlanza                       | Arlanzón (Burgos), Pampliega                                                                  |
| León                   | Bernesga | Esla                          | La Robla                                                                                      |
| Palencia               | Carrión  | Pisuerga presso Dueñas        | Guardo e Carrión de los Condes                                                                |
| Salamanca              | Tormes   | Duero presso Fermoselle       | Guijuelo e El Barco de Ávila                                                                  |
| Segovia                | Eresma   | Adaja presso Matapozuelos     | Coca                                                                                          |
| Soria e Zamora         | Duero    | Oceano Atlantico presso Porto | Almazán, Aranda de Duero, Toro, Tordesillas, Aldeadávila de la Ribera e Vilvestre             |
| Valladolid             | Pisuerga | Duero presso Geria            | Aguilar de Campoo, Cervera de Pisuerga, Venta de Baños, Dueñas, Tariego de Cerrato e Simancas |

### Laghi bacini artificiali
Oltre ai fiumi il bacino del Duero ospita una gran quantità di laghi e come la Laguna Negra, nei Picos de Urbión, la Laguna Grande, nella zona di Gredos, il Lago di Sanabria, in provincia di Zamora o la Laguna de la Nava in provincia di Palencia. Spicca anche una grande quantità di laghi artificiali, alimentati dalle acque pluviali e dallo scioglimento delle nevi. Castiglia e León, nonostante le scarse precipitazioni atmosferiche, è così una delle comunità autonome spagnole i cui bacini sono più ricchi d'acqua.
Molti di questi laghi naturali costituiscono una risorsa economica, attraendo il turismo rurale e favorendo la conservazione degli ecosistemi. Il lago di Sanabria è stato il primo a in tali iniziative.

### Clima
Il clima della Castiglia e León viene definito clima mediterraneo continentale, caratterizzato da inverni lunghi e freddi, con temperature medie tra 4 e 7 °C a gennaio ed estati corte e calde (medie da 19 a 22º). Si conservano però i tre-quattro mesi di estate secca, tipici del clima mediterraneo. La scarsa piovosità, 450–500 mm annuali, risulta essere più intensa nelle zone più basse.
Fattori climatici
Le catene montuose fermano i venti e con essi le precipitazioni; perciò le piogge cadono poco uniformemente nella regione. Si va dai 450 mm annuali nel centro del bacino del Duero ai 1.500 mm delle zone occidentali dei monti di León e della cordigliera cantabrica.
L'altitudine della Meseta e delle sue montagne accentua l'escursione termica sia annua che diurna.
Regioni climatiche
Si distinguono diversi microclimi all'interno della regione:
- Al nord, nella parte più elevata della cordigliera Cantabrica, si apprezza un clima atlantico, di inverni miti ed estati tiepide, mentre nelle zone meno elevate della catena montuosa si registrano condizioni tipiche delle regioni montane atlantiche, con inverni molto freddi.
- La parte centrale della Meseta è dominata del clima mediterraneo continentale, con estati calde e inverni particolarmente rigidi, eccetto nella parte orientale di Zamora, dominata da un clima ancor più secco.
- Nelle zone montuose a nord-est, est e sud il clima è tipicamente montano mediterraneo, con piogge scarse, estati calde e inverni freddi.

## Storia
La comunità autonoma di Castiglia e León venne creata nel 1983 dall'unione di nove province. Tre appartenevano alla Regione di León e sei che formavano la Vecchia Castiglia, con Santander (attualmente Cantabria) e Logroño (attualmente La Rioja).

### Castiglia e León nella Storia
Diversi giacimenti archeologici dimostrano come la regione fosse abitata già nella Preistoria. Le ossa di antenati dell'Homo sapiens, rinvenute in gran quantità nella Sierra di Atapuerca, costituiscono un ritrovamento molto importante nel tentativo di ricostruire la storia dell'evoluzione umana. La scoperta più importante che ha dato il sito alla fama internazionale è quello dei resti dell'Homo heidelbergensis.
Prima dell'arrivo dei romani la regione era occupata da diversi popoli celtici: i Vaccei, gli Autrigoni, i Vettoni, gli Asturi e i Celtiberi.
Appena arrivate le truppe romane si scontrarono con i popoli autoctoni. Da menzionare la resistenza di Numanzia, vicino all'attuale Soria.
La romanizzazione fu però un processo inarrestabile e ancora oggi possiamo ammirare alcune delle grandi opere portate a termine dai romani, primo su tutti l'acquedotto di Segovia.
Con la caduta dell'impero romano le terre furono occupate dalle tribù visigote. Il successivo arrivo dei musulmani e la Reconquista hanno molto a che vedere con l'attuale situazione della penisola iberica. Nella zona montuosa delle attuali Asturie si formò un piccolo regno cristiano in continuo scontro con gli stati musulmani presenti nella penisola iberica, richiamandosi alla tradizione visigoto-romana e al cristianesimo. Progressivamente, il regno cristiano si espanse verso sud, spostando la propria capitale a León, e sancendo così la nascita del Regno di León. Per favorire la ripopolazione della terre sottratte agli stati musulmani, i monarchi concedevano i "Fueros".
Nel 1188 la basilica di Sant'Isidoro di León fu la sede del primo parlamento della storia d'Europa, con la partecipazione del Terzo Stato. Il re che le convocò fu Alfonso IX.
La base giuridica era il diritto romano, sulla base del quale i re volevano sempre più potere, come gli imperatori romani. Già con Alfonso X era chiaro che il re non voleva essere un primus inter pares, ma la fonte di tutte le leggi.
Contemporaneamente una contea del regno cristiano di León iniziava a ottenere sempre più autonomia e a espandersi. Si tratta della primogenita contea di Castiglia, che crescerà fino a diventare un vero regno di grande importanza tra i regni della penisola. Il primo conte di Castiglia fu Ferdinando Gonzales.
León e la Castiglia continuarono a espandersi verso sud, oltre il Duero, nella lotta contro l'occupazione islamica. In pieno Medioevo i cantori narrano le grandi storie dei nobili cristiani che lottavano contro il nemico musulmano. Ciononostante i re cristiani e musulmani intrattenevano relazioni diplomatiche. Un chiaro esempio fu El Cid, archetipo del cavaliere medioevale cristiano, che combatteva sia per i re cristiani che per quelli musulmani.
Le basi dell'unificazione dinastica dei regni di Castiglia e León, separate solo da sette decenni, erano state poste nel 1194. Alfonso VIII e Alfonso IX firmarono a Tordehumos il trattato di pace della Tierra de Campos e si ponevano le basi per la futura riunificazione dei regni, consolidata nel 1230 con Ferdinando III il Santo. Questo accordo è passato alla storia come il trattato di Tordehumos.

Già con Fernando III, Castiglia e León si unirono definitivamente in uno stesso regno e anche prima erano appartenute allo stesso regno per alcuni periodi.
La Reconquista culminò con la resa del sultanato di Granada. Nello stesso periodo i re avevano ottenuto un gran potere, trattandosi dell'epoca delle monarchie autoritarie.
Con la scoperta dell'America Castiglia e León ottenne un grande ruolo nell'ambito giuridico-universitario e teologico. Burgos, Valladolid e Salamanca sono le tre città in cui si sviluppò tutta la legislazione delle Indie, e si discusse sui precetti del diritto internazionale, sulla teologia e sulla situazione degli indigeni americani. Si parla di Francisco de Vitoria, Bartolomé de las Casas, Fernando Vázquez de Menchaca e leggi come quelle di Burgos o Valladolid.
A causa dell'incapacità dell'ultima regina Trastámara, Giovanna la Pazza, e dell'arrivo della dinastia degli Asburgo, la Castiglia cadde in una guerra civile: la guerra delle comunità. I monarchi austro-borgognesi erano infatti apportatori di una visione imperiale mal vista dai castigliani. I nuovi monarchi volevano infatti una monarchia non solo autoritaria, ma assoluta, e le Cortes medievali rappresentate dai Tre Stati non facevano che ostacolarli nella lotta per il potere.
Finalmente i "comuneros" furono sconfitti e gli Asburgo affermarono il loro potere, formando uno dei maggiori imperi mai esistiti sulla Terra. I privilegi fedali scomparirono dalla penisola e i re ottennero il potere anche in Aragona, omogeneizzando l'attuale Spagna.
Come festa nazionale è stato scelto il 23 aprile, giorno in cui, nel 1521, i comuneros Castigliani furono sconfitti. Dalla fine del decennio decine di migliaia di castigliani e leonesi si trovano a Villalar de los Comuneros (provincia di Valladolid), per festeggiare. Come precedente storico si cita l'omaggio reso da Juan Martín Díez ai comuneros nel 1821 a Villalar.
Dopo la guerra civile spagnola (1936-1939) le zone rurali dell'attuale Castiglia e León sperimentarono una perdita di abitanti in conseguenza dell'emigrazione verso le grandi città (Madrid, Barcellona, Bilbao, etc.) o all'estero (Germania, Francia e Svizzera tra gli altri). La nascita di un potente nucleo industriale a Valladolid, grazie alla fabbrica di automobili Renault e all'ingegnere Manuel Jiménez Alfaro, spinse industrialmente la regione, frenando il calo demografico. Ciononostante, la dinamica attuale continua a dimostrarsi preoccupante nell'insieme della regione, dato che le tendenze generali continuano a tendere verso lo spopolamento, a eccezione della città di Valladolid.

## Economia
PIL
Il PIL pro capite di Castiglia e León, nel 2016 è di 22649 €, paragonabile a quello umbro, che è di 23700 €.